# バルバドスの都市の一覧

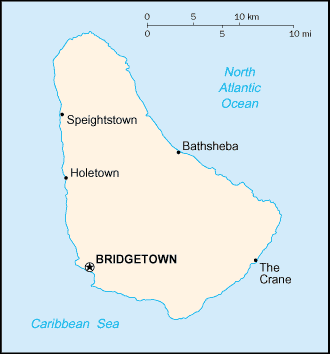

バルバドスの都市の一覧。

## 人口上位6都市(2012年)
| 順位 | 都市名         | 人口(人)(2012年) |
| ---- | -------------- | ---------------- |
| 1    | ブリッジタウン | 92,328           |
| 2    | スパイツタウン | 2,192            |
| 3    | ホールタウン   | 1,595            |
| 4    | バスシーバ     | 1,521            |
| 5    | オイスティンズ | 1,471            |
| 6    | バークリー     | 1,070            |

## その他の村
- グリーンランド（英語版）
- ザ・クレーン（英語版）